# Alliansen för demokrati i Mali
Alliansen för demokrati i Mali, Alliance pour la Démocratie en Mali (ADEMA) är ett politiskt parti i Mali, bildat den 25 oktober 1990 av motståndare till diktatorn Moussa Traoré.
ADEMA var ursprungligen en paraplyorganisation, bestående av följande partier:
- Union Soudanaise-Rassemblement Démocratique Africain (US-RDA), den förre presidenten  Modibo Keïtas parti
- Parti Malien pour la Révolution et la Démocratie (PMRD)
- Parti Malien du Travail (PMT)
- Front Démocratique et Populaire Malien (FDPM)

ADEMA tillhör Socialistinternationalen.
Inför presidentvalet i Mali 2013 har ADEMA nominerat Dramane Dembélé som sin kandidat.